# De poort van de hel
De poort van de hel (Japans: 地獄門, Jigokumon) is een Japanse dramafilm uit 1953 onder regie van Teinosuke Kinugasa. Hij won met deze film onder meer de Oscar voor beste buitenlandse film, de Gouden Palm op het filmfestival van Cannes en de Gouden Luipaard op het filmfestival van Locarno.

## Verhaal
Omdat de Japanse samoerai Morito Endo altijd trouw zijn heer heeft gediend, mag hij een bruid uitkiezen. Zijn keuze gaat uit naar de bevallige hofdame Kesa. Zij is echter al getrouwd met een andere samoerai. Morito tracht haar ervan te overtuigen om haar man te verlaten, maar ook Kesa's trouw is onvoorwaardelijk.

## Rolverdeling
| Acteur           | Personage          |
| ---------------- | ------------------ |
| Kazuo Hasegawa   | Morito Endo        |
| Machiko Kyo      | Hofdame Kesa       |
| Isao Yamagata    | Wataru Watanabe    |
| Yataro Kurokawa  | Generaal Shigemori |
| Kotaro Bando     | Rokuroh            |
| Jun Tazaki       | Kogenta            |
| Koreya Senda     | Generaal Kiyomori  |
| Masao Shimizu    | Nobuyori           |
| Tatsuya Ishiguro | Yachuta            |
| Kenjiro Uemura   | Masanaka           |
| Gen Shimizu      | Saburosuke         |
| Michiko Araki    | Mano               |
| Yoshie Minami    | Tone               |
| Kikue Mori       | Sawa               |
| Ryosuke Kagawa   | Yasutada           |